# Noël (album của Josh Groban)
| Đánh giá chuyên môn | Đánh giá chuyên môn |
| Nguồn đánh giá      | Nguồn đánh giá      |
| Nguồn               | Đánh giá            |
| ------------------- | ------------------- |
| AllMusic            | [ 1 ]               |
| ARTISTdirect        | [ 2 ]               |

Noël là album Giáng Sinh và là album phòng thu thứ tư của nam ca sĩ Josh Groban, được phát hành vào ngày 9 tháng 10 năm 2007. Tại Hoa Kỳ, album có sẵn dưới dạng một đĩa CD đơn ở hầu hết các cửa hàng phân phối. Tuy nhiên, Target phát hành một phiên bản giới hạn của album cùng với thêm một DVD phim tài liệu có tựa đề là The Making of Noël.
Theo Nielsen SoundScan, album đã bán ra 3.699.000 bản trong năm 2007, trở thành album bán chạy nhất năm 2007 trên thị trường Hoa Kỳ. Đây cũng là album ngày lễ bán chạy nhất năm 2008 với doanh số đạt 915.000 bản. Tính đến tháng 10 năm 2015, album đã tiêu thụ được 5,8 triệu bản tại Hoa Kỳ theo SoundScan, trở thành album Giáng Sinh bán chạy thứ nhì trên thị trường này trong kỷ nguyên của Nielsen SoundScan (từ tháng 3 năm 1991 – hiện nay), đứng sau album ngày lễ Miracles: The Holiday Album phát hành năm 1994 của nghệ sĩ Kenny G. Theo tạp chí Billboard, Noël là album thuộc thể loại cổ điển bán chạy thứ hai trong thập niên 2000 tại Mỹ, xếp sau Closer, một album khác cũng của Groban.
Ngày 14 tháng 8 năm 2017, Noël được chứng nhận 6 đĩa Bạch kim bởi Hiệp hội Công nghiệp ghi âm Hoa Kỳ, công nhận doanh số nhập hàng đạt 6 triệu bản trên thị trường Hoa Kỳ.
Ngày 12 tháng 10 năm 2017, Groban thông báo sẽ phát hành vào ngày 3 tháng 11 một phiên bản cao cấp kỷ niệm 10 năm ngày phát hành album. Phiên bản này bao gồm sáu ca khúc không nằm trong bản phát hành ban đầu, trong đó có bốn ca khúc mới.

## Danh sách bài hát
Phiên bản chuẩn và vinyl
1. "Silent Night" – 4:11
2. "Little Drummer Boy" – 4:20 (hợp tác với nghệ sĩ ghi-ta Andy McKee và Gigi Hadid)
3. "I'll Be Home for Christmas" – 4:15 (với lời nhắn từ những người lính và giọng hát của Gigi Hadid)
4. "Ave Maria" – 5:17
5. "Angels We Have Heard on High" – 3:32 (song ca với Brian McKnight)
6. "Thankful" – 4:50
7. "The Christmas Song" – 3:54
8. "What Child Is This?" – 3:53
9. "The First Noël" – 4:34 (song ca với Faith Hill)
10. "Petit Papa Noël" – 4:05
11. "It Came Upon a Midnight Clear" – 4:13
12. "Panis Angelicus" – 4:19
13. "O Come All Ye Faithful" – 4:38 (với Mormon Tabernacle Choir)

Bài hát thêm cho phiên bản cao cấp phát hành năm 2017
1. "White Christmas" – 3:57
2. "Christmas Time Is Here" – 3:31 (song ca với Tony Bennett)
3. "Have Yourself a Merry Little Christmas (phiên bản Piano/Giọng hát)" – 4:05
4. "Happy Xmas (War Is Over)" – 3:27
5. "Believe" – 4:18
6. "O Holy Night" – 4:49

## Diễn biến thương mại và xếp hạng
Bảy tuần sau ngày phát hành, Noël leo lên vị trí quán quân bảng xếp hạng U.S. Billboard 200 trong bảng xếp hạng tuần 8 tháng 12 năm 2007. Album bán được 405.000 bản trong tuần này, tiến lên một bậc từ vị trí á quân với lượng tiêu thụ tăng 81%. Doanh số của tuần này đạt được nhờ sự xuất hiện của Groban trong chương trình The Oprah Winfrey Show, trong chương trình thường niên được mong đợi nhất, Oprah's Favorite Things. Trong tuần kế tiếp, album giữ vị trí số 1 với doanh số tăng nhiều hơn (thêm 33%) với 539.000 bản bán ra. Trong tuần thứ chín, album tiếp tục chiếm giữ ngôi vị quán quân, tăng 8% doanh số, tiêu thụ được 581.000 bản, và tiếp tục tăng thêm trong tuần thứ mười với 669.000 bản, giúp cho album có thêm một tuần nữa giữ vị trí quán quân.
Album đã thiết lập nhiều kỷ lục mới trên bảng xếp hạng Billboard 200, với việc trở thành album Giáng Sinh đầu tiên trải qua 4 tuần liên tiếp ở vị trí số một trong lịch sử 51 năm của bảng xếp hạng, cũng như trở thành album Giáng Sinh thứ hai có được 4 tuần quán quân, sánh ngang với Elvis' Christmas Album của Elvis Presley. Đây cũng là album đầu tiên giữ vị trí quán quân trong 4 tuần liên tiếp với doanh số mỗi tuần tăng liên tục kể từ sau khi album Tragic Kingdom của No Doubt làm được điều này vào tháng 12 năm 1996. Doanh số 669.000 bản của album trong tuần thứ mười là doanh số cao nhất trong một tuần của một album Giáng Sinh kể từ sau khi album Miracles: The Holiday Album của Kenny G bán ra 819.000 bản trong tuần lễ Giáng Sinh năm 1994. Kết thúc tuần thứ mười, album trở thành album bán chạy nhất năm 2007, với 2,8 triệu bản bán được chỉ sau hơn 2 tháng phát hành, một điều hiếm khi xảy ra trong thời kỳ suy giảm nhanh chóng của doanh thu đĩa vật lý những năm vừa qua.
Trong tuần thứ 11, Noel trở thành album đầu tiên của năm 2007 đứng ở vị trí quán quân trong 5 tuần, cũng như là album Giáng Sinh đầu tiên đạt được 5 tuần quán quân liên tiếp trên bảng xếp hạng Billboard 200. Ở tuần này, doanh số của album vượt qua Growing Pains của Mary J. Blige, bán ra 757.000 bản. Tính đến ngày 17 tháng 11 năm 2017, Noël  đã bán được tổng cộng 5,96 triệu bản tại Hoa Kỳ, theo Nielsen Music Soundscan.

## Xếp hạng và chứng nhận doanh số
| Quốc gia (2007-2016) | Vị trí cao nhất |
| -------------------- | --------------- |
| Úc                   | 33              |
| Canada               | 1               |
| Pháp                 | 24              |
| Ireland              | 26              |
| Hà Lan               | 26              |
| Phần Lan             | 1               |
| Thụy Điển            | 4               |
| Hoa Kỳ               | 1               |

| Bảng xếp hạng (2010) | Vị trí |
| -------------------- | ------ |
| Hoa Kỳ Billboard 200 | 85     |

| Quốc gia                                                                           | Chứng nhận  | Số đơn vị/doanh số chứng nhận |
| ---------------------------------------------------------------------------------- | ----------- | ----------------------------- |
| Úc (ARIA)                                                                          | Vàng        | 35.000^                       |
| Canada (Music Canada)                                                              | 6× Bạch kim | 600.000^                      |
| Ba Lan (ZPAV)                                                                      | Vàng        | 10.000*                       |
| Thụy Điển (GLF)                                                                    | Vàng        | 20.000^                       |
| Anh Quốc (BPI)                                                                     | Bạc         | 60.000‡                       |
| Hoa Kỳ (RIAA)                                                                      | 6× Bạch kim | 5.960.000                     |
| * Chứng nhận dựa theo doanh số tiêu thụ. ^ Chứng nhận dựa theo doanh số nhập hàng. |             |                               |

## Giải thưởng và đề cử
| Năm  | Giải thưởng | Hạng mục                                   | Kết quả |
| ---- | ----------- | ------------------------------------------ | ------- |
| 2008 | Dove Awards | Album Giáng Sinh của năm                   | Đề cử   |
| 2009 | Giải Grammy | Album giọng pop truyền thống xuất sắc nhất | Đề cử   |